# Canadá en la Copa Mundial de Fútbol
La selección de fútbol de Canadá ha jugado en dos ediciones de la Copa Mundial de Fútbol. Su primera participación fue en la Copa Mundial de Fútbol de 1986 y su última participación fue en la Copa Mundial de Fútbol de 2022. La selección se ubica en el puesto 77 en el ranking histórico de los Mundiales de Fútbol.

## Resumen de participaciones
| Edición | Resultado                            | Posición                             | PJ                                   | PG                                   | PE                                   | PP                                   | GF                                   | GC                                   | Dif.                                 | Goleador                             |
| ------- | ------------------------------------ | ------------------------------------ | ------------------------------------ | ------------------------------------ | ------------------------------------ | ------------------------------------ | ------------------------------------ | ------------------------------------ | ------------------------------------ | ------------------------------------ |
| 1930    | Sin participación                    | Sin participación                    | Sin participación                    | Sin participación                    | Sin participación                    | Sin participación                    | Sin participación                    | Sin participación                    | Sin participación                    | Sin participación                    |
| 1934    | Sin participación                    | Sin participación                    | Sin participación                    | Sin participación                    | Sin participación                    | Sin participación                    | Sin participación                    | Sin participación                    | Sin participación                    | Sin participación                    |
| 1938    | Sin participación                    | Sin participación                    | Sin participación                    | Sin participación                    | Sin participación                    | Sin participación                    | Sin participación                    | Sin participación                    | Sin participación                    | Sin participación                    |
| 1950    | Sin participación                    | Sin participación                    | Sin participación                    | Sin participación                    | Sin participación                    | Sin participación                    | Sin participación                    | Sin participación                    | Sin participación                    | Sin participación                    |
| 1954    | Sin participación                    | Sin participación                    | Sin participación                    | Sin participación                    | Sin participación                    | Sin participación                    | Sin participación                    | Sin participación                    | Sin participación                    | Sin participación                    |
| 1958    | No se clasificó                      | No se clasificó                      | No se clasificó                      | No se clasificó                      | No se clasificó                      | No se clasificó                      | No se clasificó                      | No se clasificó                      | No se clasificó                      | No se clasificó                      |
| 1962    | Se retiró                            | Se retiró                            | Se retiró                            | Se retiró                            | Se retiró                            | Se retiró                            | Se retiró                            | Se retiró                            | Se retiró                            | Se retiró                            |
| 1966    | Sin participación                    | Sin participación                    | Sin participación                    | Sin participación                    | Sin participación                    | Sin participación                    | Sin participación                    | Sin participación                    | Sin participación                    | Sin participación                    |
| 1970    | No clasificó                         | No clasificó                         | No clasificó                         | No clasificó                         | No clasificó                         | No clasificó                         | No clasificó                         | No clasificó                         | No clasificó                         | No clasificó                         |
| 1974    | No clasificó                         | No clasificó                         | No clasificó                         | No clasificó                         | No clasificó                         | No clasificó                         | No clasificó                         | No clasificó                         | No clasificó                         | No clasificó                         |
| 1978    | No clasificó                         | No clasificó                         | No clasificó                         | No clasificó                         | No clasificó                         | No clasificó                         | No clasificó                         | No clasificó                         | No clasificó                         | No clasificó                         |
| 1982    | No clasificó                         | No clasificó                         | No clasificó                         | No clasificó                         | No clasificó                         | No clasificó                         | No clasificó                         | No clasificó                         | No clasificó                         | No clasificó                         |
| 1986    | Fase de grupos                       | 24.º                                 | 3                                    | 0                                    | 0                                    | 3                                    | 0                                    | 5                                    | –5                                   | -                                    |
| 1990    | No clasificó                         | No clasificó                         | No clasificó                         | No clasificó                         | No clasificó                         | No clasificó                         | No clasificó                         | No clasificó                         | No clasificó                         | No clasificó                         |
| 1994    | No clasificó                         | No clasificó                         | No clasificó                         | No clasificó                         | No clasificó                         | No clasificó                         | No clasificó                         | No clasificó                         | No clasificó                         | No clasificó                         |
| 1998    | No clasificó                         | No clasificó                         | No clasificó                         | No clasificó                         | No clasificó                         | No clasificó                         | No clasificó                         | No clasificó                         | No clasificó                         | No clasificó                         |
| 2002    | No clasificó                         | No clasificó                         | No clasificó                         | No clasificó                         | No clasificó                         | No clasificó                         | No clasificó                         | No clasificó                         | No clasificó                         | No clasificó                         |
| 2006    | No clasificó                         | No clasificó                         | No clasificó                         | No clasificó                         | No clasificó                         | No clasificó                         | No clasificó                         | No clasificó                         | No clasificó                         | No clasificó                         |
| 2010    | No clasificó                         | No clasificó                         | No clasificó                         | No clasificó                         | No clasificó                         | No clasificó                         | No clasificó                         | No clasificó                         | No clasificó                         | No clasificó                         |
| 2014    | No clasificó                         | No clasificó                         | No clasificó                         | No clasificó                         | No clasificó                         | No clasificó                         | No clasificó                         | No clasificó                         | No clasificó                         | No clasificó                         |
| 2018    | No clasificó                         | No clasificó                         | No clasificó                         | No clasificó                         | No clasificó                         | No clasificó                         | No clasificó                         | No clasificó                         | No clasificó                         | No clasificó                         |
| 2022    | Fase de grupos                       | 31.º                                 | 3                                    | 0                                    | 0                                    | 3                                    | 2                                    | 7                                    | -5                                   | Alphonso Davies: 1                   |
| 2026    | Clasificado por estatus de anfitrión | Clasificado por estatus de anfitrión | Clasificado por estatus de anfitrión | Clasificado por estatus de anfitrión | Clasificado por estatus de anfitrión | Clasificado por estatus de anfitrión | Clasificado por estatus de anfitrión | Clasificado por estatus de anfitrión | Clasificado por estatus de anfitrión | Clasificado por estatus de anfitrión |
| Total   | 3/23                                 | 71.º                                 | 6                                    | 0                                    | 0                                    | 6                                    | 2                                    | 12                                   | –10                                  | Alphonso Davies: 1                   |

## Ediciones

### México 1986

##### Primera fase / Grupo C
| Equipo          | Pts | PJ | PG | PE | PP | GF | GC | Dif |
| --------------- | --- | -- | -- | -- | -- | -- | -- | --- |
| Unión Soviética | 5   | 3  | 2  | 1  | 0  | 9  | 1  | 8   |
| Francia         | 5   | 3  | 2  | 1  | 0  | 5  | 1  | 4   |
| Hungría         | 2   | 3  | 1  | 0  | 2  | 2  | 9  | -7  |
| Canadá          | 0   | 3  | 0  | 0  | 3  | 0  | 5  | -5  |

| 1 de junio de 1986 | Canadá | 0:1 (0:0) | Francia   | Estadio Nou Camp, León                                   |                                                          |
| 16:00              |        | Reporte   | Papin 79' | Asistencia: 65.500 espectadores Árbitro(s): Hernán Silva | Asistencia: 65.500 espectadores Árbitro(s): Hernán Silva |

| 6 de junio de 1986 | Hungría                   | 2:0 (1:0) | Canadá | Estadio Irapuato, Irapuato                                  |                                                             |
| 12:00              | Esterhazy 2' · Detari 75' | Reporte   |        | Asistencia: 13.800 espectadores Árbitro(s): Jamal Al-Sharif | Asistencia: 13.800 espectadores Árbitro(s): Jamal Al-Sharif |

| 9 de junio de 1986 | Unión Soviética           | 2:0 (0:0) | Canadá | Estadio Irapuato, Irapuato                                 |                                                            |
| 12:00              | Blokhin 58' · Zavarov 74' | Reporte   |        | Asistencia: 14.200 espectadores Árbitro(s): Idrissa Traoré | Asistencia: 14.200 espectadores Árbitro(s): Idrissa Traoré |

#### Estadísticas

##### Posiciones
| Equipo | Equipo | Pts | PJ | PG | PE | PP | GF | GC | Dif | Rend |
| ------ | ------ | --- | -- | -- | -- | -- | -- | -- | --- | ---- |
| 23     | Irak   | 0   | 3  | 0  | 0  | 3  | 1  | 4  | -3  | 0,0% |
| 24     | Canadá | 0   | 3  | 0  | 0  | 3  | 0  | 5  | -5  | 0,0% |

### Catar 2022

##### Primera fase / Grupo F
| Selección | Pts | PJ | PG | PE | PP | GF | GC | Dif |
| --------- | --- | -- | -- | -- | -- | -- | -- | --- |
| Marruecos | 7   | 3  | 2  | 1  | 0  | 4  | 1  | 3   |
| Croacia   | 5   | 3  | 1  | 2  | 0  | 4  | 1  | 3   |
| Bélgica   | 4   | 3  | 1  | 1  | 1  | 1  | 2  | -1  |
| Canadá    | 0   | 3  | 0  | 0  | 3  | 2  | 7  | -5  |

| 23 de noviembre de 2022 | Bélgica       | 1:0 (1:0) | Canadá | Estadio Ahmed bin Ali, Rayán                              |                                                           |
| 22:00                   | Batshuayi 44' | Reporte   |        | Asistencia: 40 432 espectadores Árbitro(s): Janny Sikazwe | Asistencia: 40 432 espectadores Árbitro(s): Janny Sikazwe |

| 27 de noviembre de 2022 | Croacia                                      | 4:1 (2:1) | Canadá    | Estadio Internacional Khalifa, Doha                        |                                                            |
| 19:00                   | Kramaric 36', 70' · Livaja 44' · Majer 90+4' | Reporte   | Davies 2' | Asistencia: 44 374 espectadores Árbitro(s): Andrés Matonte | Asistencia: 44 374 espectadores Árbitro(s): Andrés Matonte |

| 1 de diciembre de 2022 | Canadá            | 1:2 (1:2) | Marruecos                 | Estadio Al Thumama, Doha                                  |                                                           |
| 18:00                  | Aguerd 40' (a.g.) | Reporte   | Ziyech 4' · En-Nesyri 23' | Asistencia: 43 102 espectadores Árbitro(s): Raphael Claus | Asistencia: 43 102 espectadores Árbitro(s): Raphael Claus |

#### Estadísticas

##### Posiciones
| Equipo | Equipo | Pts | PJ | PG | PE | PP | GF | GC | Dif | Rend   |
| ------ | ------ | --- | -- | -- | -- | -- | -- | -- | --- | ------ |
| 30     | Gales  | 1   | 3  | 0  | 1  | 2  | 1  | 6  | -5  | 11.11% |
| 31     | Canadá | 0   | 3  | 0  | 0  | 3  | 2  | 7  | -5  | 0%     |
| 32     | Catar  | 0   | 3  | 0  | 0  | 3  | 1  | 7  | -6  | 0%     |

##### Goleadores
| Jugador         | Goles |
| --------------- | ----- |
| Alphonso Davies | 1     |

## Estadísticas finales

### Tabla estadística de fases finales
Canadá se encuentra en el puesto 77 de la tabla histórica.
|     | Equipo | PM | Resultados | Resultados | Resultados | Resultados | Resultados | Resultados | Resultados | Resultados | Participación | Participación | Participación | Participación | Participación | Participación | Participación | Participación | Participación | Participación | Participación | Participación | Participación | Participación | Participación | Participación | Participación | Participación | Participación | Participación | Participación | Participación |
| Pts | Equipo | PM | PJ         | PG         | PE         | PP         | Rnd        | GF         | GC         | 30         | 34            | 38            | 50            | 54            | 58            | 62            | 66            | 70            | 74            | 78            | 82            | 86            | 90            | 94            | 98            | 02            | 06            | 10            | 14            | 18            | 22            |               |
| --- | ------ | -- | ---------- | ---------- | ---------- | ---------- | ---------- | ---------- | ---------- | ---------- | ------------- | ------------- | ------------- | ------------- | ------------- | ------------- | ------------- | ------------- | ------------- | ------------- | ------------- | ------------- | ------------- | ------------- | ------------- | ------------- | ------------- | ------------- | ------------- | ------------- | ------------- | ------------- |
| 76º | China  | 1  | 0          | 3          | 0          | 0          | 3          | 0%         | 0          | 9          |               |               |               |               |               |               |               |               |               |               |               |               |               |               |               |               | 31.º          |               |               |               |               |               |
| 77º | Canadá | 2  | 0          | 6          | 0          | 0          | 6          | 0%         | 2          | 12         |               |               |               |               |               |               |               |               |               |               |               |               | 24.º          |               |               |               |               |               |               |               |               | 31.°          |
| 78º | Haití  | 1  | 0          | 3          | 0          | 0          | 3          | 0%         | 2          | 14         |               |               |               |               |               |               |               |               |               | 15.º          |               |               |               |               |               |               |               |               |               |               |               |               |

### Goleadores
Canadá tiene dos goles a favor en las copas del mundo, uno de ellos anotado por Alphonso Davies y el otro autogol de Nayef Aguerd de Marruecos.
| Pos. | Jugador         | Goles | Mundiales |
| ---- | --------------- | ----- | --------- |
| 1    | Alphonso Davies | 1     | 2022      |

### Partidos jugados
- 3 partidos jugados en 1986: Bob Lenarduzzi, Bruce Wilson, Ian Bridge, Randy Samuel, Randy Ragan, David Norman, Paul James, Carl Valentine y Branko Šegota.
- 3 partidos jugados en 2022: Milan Borjan, Alistair Johnson, Sam Adekugbe, Kamal Miller, Steven Vitória, Richie Laryea, Junior Hoilett, Atiba Hutchinson, Ismaël Koné, Jonathan Osorio, Cyle Larin, Jonathan David y Alphonso Davies.

### Historial contra rivales
Actualizado al último partido jugado el 1 de diciembre de 2022: Canadá 1-2 Marruecos.
| Selección | Confederación | PJ | PG | PE | PP | GF | GC | Dif |
| --------- | ------------- | -- | -- | -- | -- | -- | -- | --- |
| Bélgica   | UEFA          | 1  | 0  | 0  | 1  | 0  | 1  | -1  |
| Croacia   | UEFA          | 1  | 0  | 0  | 1  | 1  | 4  | -3  |
| Francia   | UEFA          | 1  | 0  | 0  | 1  | 0  | 1  | -1  |
| Hungría   | UEFA          | 1  | 0  | 0  | 1  | 0  | 2  | -2  |
| Marruecos | CAF           | 1  | 0  | 0  | 1  | 1  | 2  | -1  |
| Rusia     | UEFA          | 1  | 0  | 0  | 1  | 0  | 2  | -2  |
| Total     | Total         | 6  | 0  | 0  | 6  | 2  | 12 | -10 |

#### Por confederación
| Confederación | PJ | PG | PE | PP | GF | GC | Dif |
| ------------- | -- | -- | -- | -- | -- | -- | --- |
| CAF           | 1  | 0  | 0  | 1  | 1  | 2  | -1  |
| UEFA          | 5  | 0  | 0  | 5  | 1  | 10 | -9  |